# Rio Abakan
O rio Abakan (em russo:  Абакан) é um rio da República de Cacássia, Rússia, formado pela confluência dos rios Bolshoy Abakan e Maly Abakan. Nasce na parte ocidental das montanhas de Sayan, segue em direção nordeste pela depressão de Minusinsk e desagua no rio Ienissei (do qual é afluente). Possui cerca de 514 km (a partir da fonte do rio Bolshoy Abakan). Sua bacia hidrográfica cobre uma área aproximada de 32.000 km².
O rio é usado para transporte de madeiras e irrigação. 
A cidade de Abacã está situada na confluência dos rios Abakan e Ienissei.